# Mohamad Fityan
Mohamad Fityan (Alep, Syrie, 1er août 1984) est un musicien et compositeur syrien connu pour sa maîtrise du nay et du kawala.

## Vie et carrière
Fityan a étudié sous la direction de Mohamad Kassas et Berj Kassis et sort diplômé de l'Institut supérieur de musique de Damas en 2010.
Il a travaillé en tant que soliste dans de nombreux pays, collaborant avec différents groupes et orchestres internationaux comme l'Orchestre national syrien, l'orchestre Jazz Syrian Big Band, le Berliner Symphoniker, le Brussels Jazz Orchestra, la Bayerische Philarmonie, la Fanfare du Loup, le Codarts & Royal Conservatory Big Band, le Saraband Ensemble, etc. Sa carrière l'a amené à se produire en concert en Europe, en Asie, en Afrique du Nord, au Moyen-Orient, ainsi qu’aux Émirats arabes unis.
Mohamad Fityan a également contribué à diverses bandes originales de films et de séries, au nay et au kawala.
En 2014, il fuit la guerre civile qui déchire son pays et trouve refuge à Berlin afin d’y poursuivre sa carrière de musicien. Son travail avec de nombreux artistes allemands entraîne, entre autres, la création en 2016 de son propre groupe, « Fityan », dont le premier EP intitulé Oriental Space a été enregistré en Allemagne.
Au-delà de son travail de musicien et de compositeur, Mohamad Fityan bénéficie également d'une solide expérience dans l'enseignement musical. Il a enseigné dans divers instituts en Syrie, dont l'Institut de musique Solhi al-Wadi et l'organisation néerlando-syrienne « Music in Me », soutenue par l'UNRWA et le programme SOS Village de l'UNICEF. En Allemagne, il enseigne à l'Académie d'été de musique orientale et a même fondé sa propre « Académie Fityan », une structure offrant des cours de nay et de kawala en ligne, et dont l'activité débute en 2018.

## Prix et distinctions
- 2002 : Prix du meilleur joueur de nay, Concours des jeunes musiciens syriens
- 2003 : Prix du meilleur chef d'orchestre, Concours des jeunes musiciens syriens
- 2005 : Premier joueur de nay soliste lors du concert de lancement de l'orchestre syrien Jazz Big Band à la citadelle de Damas
- 2015 : Invitation spéciale de Son Altesse Sheikh Mohammed ben Rachid Al Maktoum, Premier ministre des Émirats arabes unis, à jouer lors de la cérémonie d'ouverture de la course hippique Dubai World Cup 2015.